# Bahi Ladgham
Bahi Ladgham (àrab: الباهي الأدغم, al-Bāhī al-Adḡam) (Tunis, 10 de gener de 1913 - París, 13 d'abril de 1998) fou un polític tunisià, primer ministre del país entre el 7 de novembre de 1969 i el 2 de novembre de 1970.